# Eurystauridia picta
Eurystauridia picta är en fjärilsart som beskrevs av Sergius G. Kiriakoff 1973. Eurystauridia picta ingår i släktet Eurystauridia och familjen tandspinnare. Inga underarter finns listade i Catalogue of Life.